# Blockflöte
Il blockflöte è un particolare registro dell'organo.

## Struttura
Si tratta di un registro ad anima della famiglia dei flauti, esistente nelle misure da 16', 8', 4', 2' o 1'. Deve il suo nome al flauto a becco e nacque, nel corso del XVI secolo, per imitarne il timbro. Le sue canne sono, generalmente, in metallo aperte, ma esistono anche blockflöte con canne in legno tappate. Il suo suono è il classico suono di flauto, morbido e dolce.
È anche conosciuto con i nomi di Plockflöte, Bachflöte o Weitpfeife in tedesco, come Recorder in inglese, come Flauta dulce in spagnolo e con il nome latino di Tibia vulgaris.